# Sasha Son

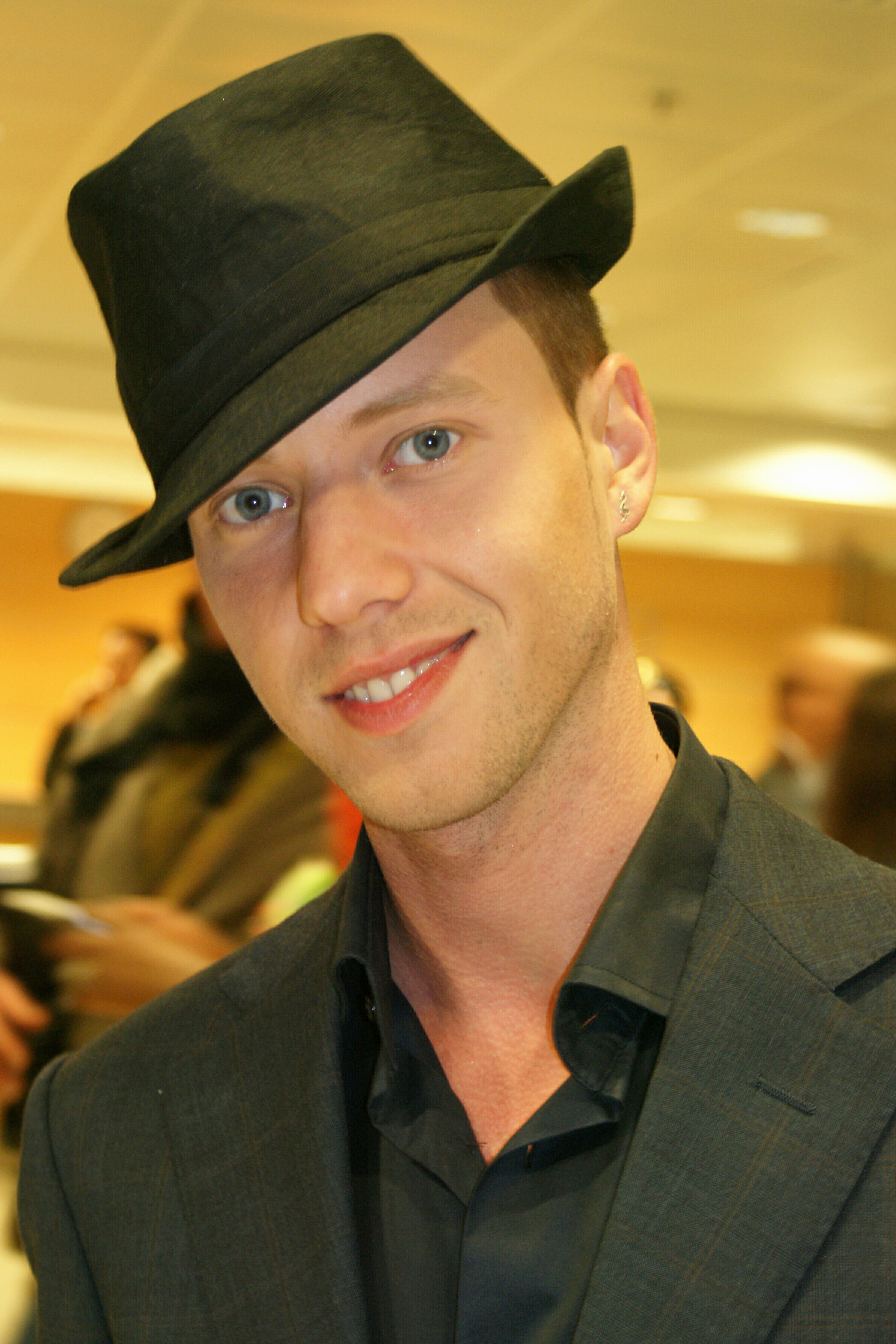
Sasha Son (2009)

Sasha Son (* 28. September 1983 in Vilnius, Litauische SSR als Dima Šavrovas bzw. russisch Дмитрий Шавров Dmitri Schawrow) ist ein russisch-litauischer Sänger.

## Karriere
Sasha wurde in Litauen im Alter von zehn Jahren mit dem Lied Mama bekannt (Auszeichnung Bravo muzikiniai apdovanojimai). Mit 15 reiste er nach Großbritannien und lernte dort weiter, wo er auch eine Musikausbildung bekam.
Von 2008 bis 2009 nahm Sasha an der Musikreality-Show Muzikos akademija teil und belegte den 3. Platz.
2009 vertrat er mit seinem Lied Love sein Heimatland beim Eurovision Song Contest 2009 in Moskau. Dort belegte er beim Sieg des Norwegers Alexander Rybak den 23. Platz.

## Eurovision Song Contest
| Jahr | Veranstaltung                                  | Lied                             | Platzierung           | Platzierung             |
| Jahr | Veranstaltung                                  | Lied                             | nationaler Wettbewerb | Eurovision Song Contest |
| ---- | ---------------------------------------------- | -------------------------------- | --------------------- | ----------------------- |
| 2008 | nationaler Wettbewerb                          | Miss Kiss                        | 3                     | –                       |
| 2009 | Dainų daina                                    | Pasiklydęs žmogus/Love           | 1                     | 23                      |
| 2010 | Eurovizija                                     | Say Yes to Life (mit Nora)       | 12                    | –                       |
| 2011 | Eurovizija                                     | Best Friends (mit Donny Montell) | 10                    | –                       |
| 2011 | Eurovizija                                     | The Slogan of Our Nation         | 7                     | –                       |
| 2017 | Eurovizijos dainų konkurso nacionalinė atranka | Never Felt Like This Before      | 7 (Halbfinale)        | –                       |

## Diskografie
- 1995: Svajonių Laivas (Das Schiff der Träume)
- 2010: Dima Šavrovas